# Maxus V80
Le Maxus V80 est un modèle de camionnette utilitaire produite par la société Maxus, filiale du groupe chinois SAIC.

## Histoire
Après le rachat de LDV, société anglaise de camionnettes, par SAIC en 2009, la société Maxus a été fondée en tant que filiale de SAIC, en remplaçant LDV. Le nom de la nouvelle marque provient d'un modèle produit en 2005 par LDV, le Maxus. Ce dernier continue d'être produit par Maxus sous le nom de V80.

## Caractéristiques

### Motorisations
La version originale est équipée d'un moteur turbo diesel de 2.5 litres conçu par l'entreprise italienne VM Motori et développe 130 chevaux pour 330 N.m de couple. Le réservoir de carburant a une capacité de 80 litres.
Pour ce type de motorisation, il existe deux versions du véhicule commercialisées :
- le V80 Cargo / Van, orienté vers l'utilitaire. Il est cependant disponible avec 9 sièges maximum.
- le V80 Minibus, pour le transport de passagers, où l'on peut installer de 9 à 19 sièges[2].

Maxus commercialise une version électrique du V80 nommée EV80. La marque l'a mise en vente en Europe de l'Ouest à partir de 2018, où son marché principal est l'Allemagne.
Il s'agit d'un moteur de 100 KW pour 320 N.m de couple.

### Base utilisée
Elle est basée sur un châssis MIRA, filiale de Horiba.
Le V80 est disponible en deux configurations :
- Base de roues courte (avec un toit bas)
- Base de roues longue (avec un toit de hauteur « moyenne »)